# A‑tì‑đàm

## 개요
A‑tì‑đàm은 사이버 보안 기술 전문가 전비담이 2024년 설립한 보안 솔루션 스타트업으로 현재 베트남의Phenikaa 소속 사내 스타트업이다. 2025년 8월 17일, AetherVPN이라는 이름의 VPN을 베타버전으로 출시했고 기술적 세부 내용과 아키텍처를 소개하는 간담회를 가졌다. 간담회 내용에 따르면,  AetherVPN에는 두 가지 버전이 있는데, 일반 사용자 대상으로 서비스 예정인 OW(overworld)버전과 B2B 또는 정부 대상으로 서비스 예정인 EW(endworld)버전으로 나누어진다. 두 버전은 공통적으로 RAM 기반 휘발성 서버 구조, AI 기반 동적 멀티홉 라우팅, 제로 트러스트 인증 체계를 포함하고 있으며, 모든 연결 세션은 일회용 식별 토큰(Ephemeral Identity Token)을 통해 구성된다. 트래픽은 HTTP/3 및 DNS-over-QUIC 패턴으로 위장되며, 연결 시점,전송 주기,패킷 크기 등의 메타데이터는 자동 변조되어, 트래픽 분석 기반의 식별 시도로부터 높은 수준의 은폐성을 제공한다. 두 버전의 차이로는 OW버전은 기존의 AES-256을 사용해 암호화되지만, EW버전은 자체 개발한 양자내성 암호화(Post-Quantum Cryptography)와 메타데이터 흐림 처리(Metadata Cloaking)가 시범 적용되어있고, CRYSTALS-Kyber 및 Falcon 기반 양자내성 키 교환 알고리즘을 사용한다. 다만 서버 유지 비용 문제가 해결되지 않아 상용 서비스는 개시되지 않았으며, Phenikaa University 내의 연구실과 선별된 화이트리스트 사용자에 한해 베타 액세스가 허용되고 있는 상태다.